# Peter Rodger
Pour les articles homonymes, voir Rodger.
Peter Anthony Rodger (né le 6 avril 1965 à Tenterden, dans le Kent, en Angleterre) est un cinéaste documentariste et photographe britannique.

## Biographie
Peter Anthony Rodger est connu pour son film documentaire Oh My God, sorti en 2009, ainsi que pour son travail en tant que second réalisateur d'unité sur The Hunger Games (2012). Il a remporté un certain nombre de récompenses, notamment du Houston International Film Festival, du Festival international du film de Chicago, des Telly Awards, des Mobius Awards et du US International Film and Video Festival.
Il est le fils du photographe britannique George Rodger et le père d'Elliot Rodger, l'auteur de la tuerie d'Isla Vista en 2014. Il est installé aux États-Unis.
Il a épousé Li-Chin, une assistante de recherche sino-malaisienne pour une société de cinéma. Ils ont eu deux enfants, Elliot et Georgia.
Après son divorce, il épouse l'actrice marocaine Soumaya Akaaboune avec laquelle il a eu un fils, Jazz.

## Crédit d'auteurs
- (en) Cet article est partiellement ou en totalité issu de l’article de Wikipédia en anglais intitulé « Peter Rodger » (voir la liste des auteurs).